# 5128 Вакабаясі
5128 Вакабаясі (5128 Wakabayashi) — астероїд головного поясу, відкритий 30 березня 1989 року.
Тіссеранів параметр щодо Юпітера — 3,314.
Названо на честь Вакабаясі (яп. わかばやし(若林)).